# Jenny Scordamaglia
Jennifer „Jenny“ Scordamaglia (* 16. September 1988 in Jersey City, New Jersey) ist eine US-amerikanische Moderatorin, Influencerin, Schauspielerin und ehemaliges Model.

## Leben und Wirken
Jenny Scordamaglia wuchs in Jersey City im Bundesstaat New Jersey auf.
Ab 2007 wirkte sie als Schauspielerin in einigen Filmen, Fernsehserien und Werbespots mit. Sie war mehrmals Kandidatin in Reality-TV-Shows. Als Model war sie einige Zeit lang auf dem Laufsteg aktiv und war in Fotostrecken wie beispielsweise für das Cosmopolitan Magazin oder Teen Vogue abgebildet. Zudem war sie auch Darstellerin in mehreren Dokumentarfilmen, wo sie von einem Kamerateam auf Reisen nach Mexiko oder Uruguay begleitet wurde.
Außerdem war sie 2013 in dem Film Hell Glades zu sehen. Anschließend bekam sie 2014 in Bikini Swamp Girl Massacre eine Hauptrolle. Seit 2016 ist sie vorwiegend als Moderatorin und Influencerin tätig. Sie gründete den Spartensender Miami TV, wo sie seit 2017 in unregelmäßigen Abständen eine Kochshow unter dem Titel The Naked Kitchen produziert. Dort kochen Scordamaglia und der jeweilige Gast nackt in einer Küche. Der Kameramann der Sendung ist der aus Argentinien stammende Enrique Benzoni, der Ehemann von Scordamaglia. Die Sendung hatte im Jahr 2018 bereits mehr als 10.000 Abonnenten. Sie moderierte auch mehrmals die Sendung Naked News. Sie betreibt im Internet einen eigenen Kanal.
Scordamaglia lebt mit ihrem Ehemann in Miami Beach.

## Filmografie
- 2013: Hell Glades
- 2014: Bikini Swamp Girl Massacre